# Франко Владислав Андрійович
Владислав Андрійович Франко (нар. 17 листопада 1970) — український футболіст, що грав на позиції нападника. Відомий насамперед виступами за футбольний клуб «Прикарпаття» у вищій українській лізі, грав також за клуб «Белтинці» у найвищому дивізіоні Словенії.

## Клубна кар'єра
Владислав Франко розпочав кар'єру футболіста в аматорській команді «Локомотив» з Рівного, у складі якої брав участь у розіграші Кубка України 1992—1993 років, у якому рівненська аматорська команда дійшла до стадії 1/16 фіналу. У 1993 році Владислав Франко став гравцем команди української першої ліги «Приладист» з Мукачева, проте грав за цю команду лише в розіграші Кубка України. На початку 1994 року футболіст перейшов до складу команди другої білоруської ліги «Комунальник» з Пінська, за яку відіграв 13 матчів. У другій половині року Владислав Франко грав за команду української перехідної ліги «Фетровик» з Хуста.
У 1996 році Владислав Франко став гравцем клубу найвищого дивізіону Словенії «Белтинці». У цій команді він грав протягом півтора року, за які провів 31 матч. Після повернення в Україну на початку 1998 Франко знову став гравцем мукачівського клубу, який на той час змінив назву на «Карпати», та вибув до другої ліги. У мукачівській команді футболіст грав протягом півроку, за які провів 9 матчів у чемпіонаті України. У другій половині 1998 року Владислав Франко став гравцем команди вищої української ліги «Прикарпаття» з Івано-Франківська, проте зіграв у вищій лізі лише 1 матч. На початку 1999 року футболіст став гравцем команди другої ліги «Закарпаття», з якою він вийшов до першої ліги. Після закінчення сезону 1999—2000 років Владислав Франко закінчив виступи у професійних командах. За кілька років колишній футболіст виїхав до США, де гав а аматорську команду «Коннекшн» з Чикаго.